# Ask.com
Ask.com är en söktjänst för att hitta information på internet. Till skillnad ifrån exempelvis Google eller liknande sökmotorer, så kan man ställa frågor till sökmotorn istället för att ange enstaka ord att söka på. Ifall man exempelvis vill veta huvudstaden för Sverige så skriver man "What is the capital city of Sweden?". 

## Historia
Företaget skapades år 1996, dock under namnet Ask Jeeves. År 2005 bytte det namn till Ask.com.